# فرودگاه بین‌المللی تد استیونز انکوریج
فرودگاه بین‌المللی تد استیونز انکوریج  (به انگلیسی: Ted Stevens Anchorage International Airport) یک فرودگاه همگانی بهره‌برداری هوایی (۲۰۰۶) با کد یاتا ANC است که یک باند فرود آسفالت دارد و طول باند آن ۳۲۳۱ متر است. این فرودگاه در شهر انکوریج کشور ایالات متحده آمریکا قرار دارد و در ارتفاع ۴۶ متری از سطح دریا واقع شده است.